# Cytherelloidea goodebeachensis
Cytherelloidea goodebeachensis is een mosselkreeftjessoort uit de familie van de Cytherellidae. De wetenschappelijke naam van de soort is voor het eerst geldig gepubliceerd in 1979 door Hartmann.